# 王章 (崇禎進士)
王章（？—1644年），字汉臣，直隶常州府武进县（今江苏省常州市）人。明朝官员。

## 生平
崇祯元年（1628年）王章中进士。历知浙江诸暨县、鄞县事，有治声。转任御史，巡按甘肃，持风纪，整饬边防。还朝後，李自成入京师，贼持刃问曰：“降否？”，王章叱之曰：“不降。”贼以刃筑其膝仆地，遂遇害。赠大理寺卿，谥号忠烈。清朝赐谥节愍。